# Isosporíase
Isosporíase ou Cistoisosporíase é uma doença causada pelo protozoário coccídio Cystoisospora belli. É comum em todo o mundo, em regiões tropicais e subtropicais.

## Causa
Os Cystoisospora belli infectam as células epiteliais do intestino delgado quando ingeridos com comida ou água contaminadas. É o menos comum dos três coccídios intestinais que infectam os seres humanos (Toxoplasma, Cryptosporidium e Cystoisospora). Infecta o lúmen do intestino, onde tem fases de reprodução assexuada, e depois de uma semana tem reprodução sexuada (microgametócitos e macrogametócitos), com produção de zigotos que saem com as fezes como oocistos. É comum em todo o mundo.

## Sinais e sintomas
Em pessoas imunocompetentes (saudáveis) causam gastroenterite, diarreia por alguns dias, dor abdominal, náuseas moderadas ou podem ser assintomáticas.
Em imunocomprometidos ou crianças pequenas podem causar:
- Diarreia abundante com muco persistente,
- Flatulência fétida,
- Dor de barriga,
- Febre baixa,
- Desidratação,
- Hiporexia (perda de apetite),
- Náusea e vômito (incomum),
- Perda de peso rápida,
- Esteatorreia (fezes moles e amareladas)
- Dor muscular ou dor de cabeça (incomum).

## Diagnóstico
Apesar de ser um protista causa eosinofilia. Pode ser identificado em exame de fezes, concentrada e tingida, vista ao microscópio. Também pode ser identificado com uma endoscopia ou colonoscopia para tirar uma amostra de tecido para exame de histologia.

## Epidemiologia
Áreas endêmicas de isosporíase incluem a África, Austrália, ilhas do Caribe, América Latina e Sudeste Asiático. Pode ser encontrada em 8 a 40% dos pacientes com AIDS. Entre crianças menores de 6 anos em áreas endêmicas, 5 a 20% entram em contato com o Cystoisospora, principalmente as que frequentam creches ou escolas, mas nem todos tem diarreia prolongada. É mais comum em locais sem tratamento de água, como fazendas e cidades pequenas, sendo raro em países desenvolvidos.

## Tratamento
O parasita é destruído com a associação de Sulfametoxazol com Trimetropim (Cotrimoxazol) por 7 dias, com esquema profilático por mais 21 dias. É comum que reapareça meses depois se a imunidade não melhorar. Outra opção é pirimetamina com ácido fólico por um mês.